# Giuliana Falconieri
Giuliana Falconieri (Firenze, 1270 circa – Firenze, 1341) è stata una religiosa italiana, fondatrice delle mantellate del Terz'ordine dei Servi di Maria; beatificata per equipollenza nel 1678, fu proclamata santa da papa Clemente XII nel 1737.

## Biografia
Figlia di Chiarissimo e Riguardata, Santa Giuliana proveniva dalla famiglia Falconieri di Firenze, legata in modo speciale all'Ordine dei Servi di Maria in quanto lo zio paterno, fra Alessio († 1310), era stato uno dei Sette Santi Fondatori che nel secolo XIII istituirono proprio quest'Ordine religioso, devoto alla Vergine Gloriosa, Madre di Dio.
Giuliana nacque intorno agli anni settanta del secolo XIII nelle case e laboratori che i Falconieri, ricchi mercanti, possedevano vicino a Santa Maria di Cafaggio (1250), il piccolo oratorio divenuto in seguito la basilica della Santissima Annunziata di Firenze. L'esempio dello zio e forse i consigli del santo priore generale dei Servi, san Filippo Benizi († 1285), mossero in lei, fin dall'adolescenza, il proposito di consacrare in modo speciale la propria vita a Dio; ma soltanto intorno agli anni novanta del secolo Giuliana raggiunse l'età legale (i 14 anni) in cui, indipendentemente dalla volontà dei genitori, avrebbe potuto scegliere liberamente la propria strada. Una vocazione che in pratica la definiva come Mantellata dei Servi, secondo l'usanza del tempo.
Solo una tradizione orale, che riprendeva una leggenda dispersa, ci descrive la sua adolescenza e la sua vita. Il suo primo biografo, l'umanista fra Paolo Attavanti († 1499), così parla brevemente della santa nel suo Dialogus ad Petrum Cosmae, composto nel 1465. Ecco la traduzione:
Certamente, con il passare degli anni, Giuliana si rese sempre più conto che la sua vita spirituale doveva cercare nutrimento sicuro nella devozione a Cristo - e a Cristo nell'Eucaristia. A questo l'aiutava la religiosità cittadina. A Firenze, nella seconda metà del secolo XIII, era ancora vivo il ricordo del miracolo eucaristico avvenuto nel 1230 nella chiesa di Sant'Ambrogio; inoltre il pontefice Urbano IV, nel 1264, aveva proclamato per tutta la Chiesa la festività del Corpus Domini. Per Firenze, dunque, in seguito Giuliana divenne la Santa dell'Eucaristia e così la rappresentò nei secoli l'iconografia ufficiale. Ma dai Servi di Maria la santa aveva ricevuto anche una sentitissima devozione alla Madonna. E come i Sette Padri, Giuliana esercitava la sua fede nella concreta assistenza ai bisognosi e ai malati, accolti nei numerosi ospedali della sua città.
La tradizione parla della vita penitente di Giuliana: penitenza anche fisica, come era caratteristica della santità medievale; ma non ci sembra credibile quanto il suo biografo Attavanti ci tramanda in una predica della fine del secolo XV, in cui presenta la santa come esempio di convertita dalla meditazione sul Giudizio universale. Presentazione sfruttata largamente dall'iconografia col simbolo del teschio - la morte e il giudizio - che però non prevale sul simbolo eucaristico, proprio della santa.
Altro titolo che troviamo spesso dato a Giuliana è quello di Fondatrice, o meglio Ispiratrice, di tutto il ramo femminile - suore, monache e Terz'Ordine dei Servi di Maria. Si è già detto che visse la sua condizione di mantellata in famiglia, a contatto con le vicende della società del suo tempo, ma è certo che dai Servi di Maria di Cafaggio ricevette anche il carisma della vita comunitaria; per questo forse il primo monastero di religiose dei Servi fu ispirato da Giuliana, anche se fu realizzato per lascito testamentario da Gherardo di Migliore Guadagni il 26 luglio 1327. Dove sorgesse questo monastero non è noto, ma probabilmente nella piazza della Santissima Annunziata, dove si trova oggi Palazzo Grifoni e in passato erano delle case appartenute al convento dei Servi. Ed è lì che forse morì la santa nel 1341.
Gli ultimi istanti della sua vita furono rivolti a Gesù Eucaristia: non potendo ricevere la particola consacrata, questa le fu appoggiata sul petto, come allora si usava con i malati che non potevano deglutire, ma l'ostia scomparve. Dopo la morte di Giuliana, nel ricomporre la salma le monache scoprirono all'altezza del cuore una macchia viola, come se la particola si fosse impressa nel suo corpo. Le religiose del suo Ordine portano sull'abito un simbolo cristiano in ricordo dell'episodio.

## Il culto

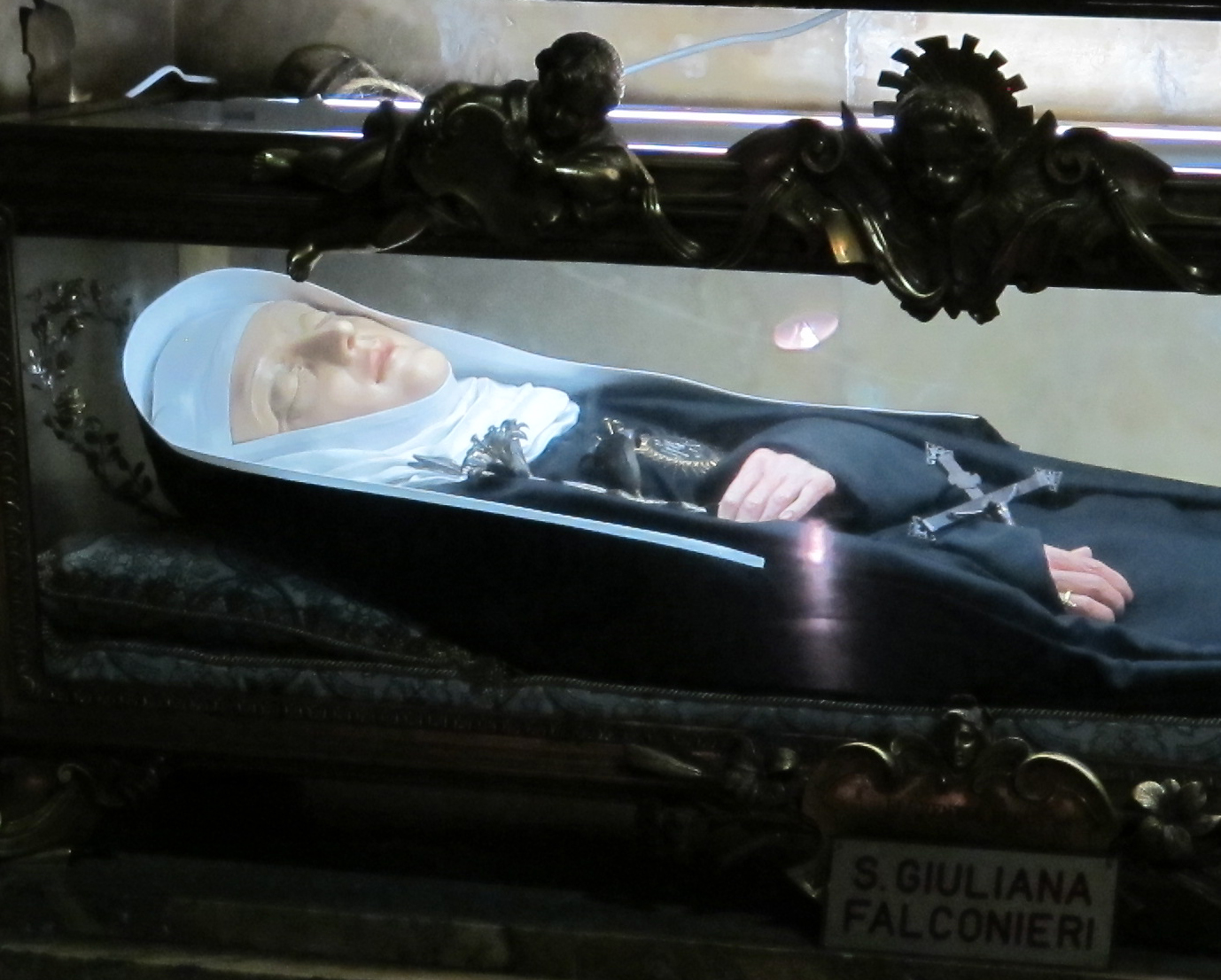
L'altare con le spoglie di Giuliana Falconieri nella basilica della Santissima Annunziata di Firenze

La festa di Santa Giuliana ricorre il 19 giugno, come attesta anche un epitaffio, ritrovato nel suo sepolcro e pubblicato nel 1521. Ecco il testo tradotto dal latino:
Non mancano testimonianze di grazie e miracoli attribuiti alla sua intercessione, specie dopo la canonizzazione avvenuta per opera del pontefice Clemente XII il 16 giugno 1737. Il suo corpo si venera nella basilica della Santissima Annunziata sotto l'altare della cappella Falconieri (oggi del Santissimo Sacramento).
Nella pittura e scultura la sua immagine è riconoscibile perché un'ostia consacrata le scintilla all'altezza del cuore, sull'abito religioso.
La sua statua come fondatrice di Ordine si trova nella basilica di San Pietro a Roma, scolpita da Pietro Paolo Campi (secc. XVII-XVIII) di Carrara, allievo di Pierre Legros.